# Muggiano (La Spezia)
Pour les articles homonymes, voir Muggiano.
Muggiano est une localité balnéaire située à la frontière entre les municipalités de La Spezia et de Lerici et donne son nom à l'un des borgates maritimes qui participent chaque année au Palio del Golfo. La partie nord-ouest du territoire de Muggiano est donc incluse dans une frazione de la municipalité de La Spezia, tandis que la partie sud-est est une frazione de la municipalité de Lerici.

## Économie
Le chantier naval Fincantieri, située dans le quartier de La Spezia à Muggiano, est l'un des plus grands chantiers navals italiens.

## Sport

### Palio del Golfo
Le Gruppo Sportivo Marinaro Dilettantistico Guido Ringressi, connu sous le nom de Muggiano, a été officiellement fondé en 1974 dans le sillage d'un groupe de rameurs qui avait été créé en 1964 avec le soutien de la Fonderie de Pertusola.
Le village a toujours participé à toutes les éditions du "Palio del Golfo", les premières années sous le nom de Pertusola et ensuite sous le nom de Muggiano. Les couleurs du village sont le rouge et le bleu. Il a remporté les éditions de 1991, 2008 et 2011 dans la catégorie senior et 2017, 2018 et 2019 dans la catégorie junior.